# Nightwatch
Nightwatch (bra: O Principal Suspeito; prt: O Vigilante da Noite) é um filme estadunidense de 1997, dos gêneros terror e suspense, dirigido por Ole Bornedal.
Trata-se dum remake de um filme dinamarquês de 1994, também dirigido por Bornedal.

## Sinopse
Estudante de Direito é contratado para trabalhar como vigia noturno num necrotério, onde estranhos fatos vêm acontecendo ao mesmo tempo em que um serial-killer aterroriza a cidade.

## Elenco
- Nick Nolte .... Inspetor Gray
- Ewan McGregor .... Martin
- Patricia Arquette .... Katherine
- Josh Brolin .... James Christian Gallman
- Lauren Graham .... Marie
- Alix Koromzay .... Joyce
- Lonny Chapman .... Vigia veterano
- John C. Reilly
- Erich Anderson
- Brad Dourif